# 両唇軟口蓋鼻音
両唇軟口蓋鼻音（りょうしん なんこうがい びおん）は、両唇鼻音[m]と軟口蓋鼻音[ŋ]の二重調音で、国際音声記号では[ŋ͡m]と書かれる。

## 概要
両唇音と軟口蓋音の子音結合では単一の子音の1.5倍の時間がかかるが、両唇軟口蓋音は両唇音より25-30ミリ秒長いだけである。
また、舌背が少し奥へ動くため、しばしば吸着音と同様の内向的な気流が発生する。

## 言語例
破裂音[k͡p ɡ͡b]にくらべると、鼻音[ŋ͡m]の出現する言語は限られている。
- イドマ語（英語版） [aŋ͡màa] 「ボディペインティング」[3][4]。
- イェレ語（英語版）（ロッセル島の言語） [ŋ͡mo]「胸」[5]

ベトナム語ハノイ方言では、/ŋ/が円唇奥舌母音/u, o, ɔ/の後で[ŋ͡m]として現れる。これは条件異音である。
- ベトナム語ハノイ方言 ong [ɔŋ͡m] 「蜂」[7]